# Eleutherodactylus semipalmatus
Eleutherodactylus semipalmatus es una especie de anfibio anuro de la familia Eleutherodactylidae.

## Distribución geográfica
Esta especie es endémica de Haití. Habita entre los 303 y 1697 m de altitud en el macizo de la Hotte y la chaîne de la Selle.

## Publicación original
- Shreve, 1936 : A new Anolis and new Amphibia from Haiti. Proceedings of the New England Zoological Club, vol. 15, p. 93-99.[5]